# Cepita del Valle
Cepita del Valle es una marca de jugos envasados de frutas fundada en Argentina en 1969 por Bodegas Peñaflor (como Cepita), como parte de una estrategia de diversificación de su producción vitivinícola. Se dedica a la producción y comercialización de jugos de naranja, manzana, durazno, piña y multifruta. La marca fue adquirida por Coca-Cola de Argentina en 2004, en una operación estimada en diez millones de dólares, donde tomó posesión además de las marcas Cipolletti, Carioca, Montefiore y Caribe.
Con el aval de la marca, Coca-Cola lanzó al mercado argentino la línea de aguas saborizadas Aquarius en 2008, una línea de jugos para diluir llamada Fruitopía en 2009, un jugo a base de leche llamado "Hugo" y una versión más fuerte embotellada, entre otras cosas.
El sabor del Cepita es muy parecido al Minute Maid, también de The Coca-Cola Company.
En el año 2012 incorporó a su nombre la marca del Valle, también propiedad de Coca-Cola, presente en Brasil, México y varios países de América Central.
A finales del año 2018, Coca-Cola de Argentina lanzó Cepita del Valle "Nutri Frut", un puré de frutas mezclado con zumo envasado en empaques de tipo sachet en presentaciones de 90 gramos. Los sabores disponibles de este producto eran manzana, pera y multifruta (mezcla de manzana, banana y naranja). El producto fue discontinuado a mediados de 2019, sin embargo en agosto de ese mismo año, Cepita del Valle lanzó sus variantes Naranja&Nada y Limón&Nada, los cuales son naranjada y limonada respectivamente pero gasificadas y sin azúcares agregados.
A fines del mismo año, la compañía multinacional apostó por el lanzamiento de Cepita del Valle Fresh, un producto similar a Aquarius pero sin calorías y sin azúcares. En principio, el producto estaba disponible únicamente en el Área Metropolitana de Buenos Aires, mientras que para mediados de 2020, Fresh extendió su mercado y llegó a comercializarse en todo el país.
Desde finales de 2020, Cepita del Valle redujo el contenido de jugo del 50% al 25% en sus versiones tetrabrik. La fórmula de estas versiones, es la misma que presentaba anteriormente Cepita Nutri Defensas y junto con estas modificaciones, Embotelladora Coca-Cola Andina (que abastece las regiones Centro, Cuyo, parte del Litoral y Patagonia) lanzó el sabor durazno, con 20% de jugo de la mencionada fruta y vitaminas A, C y D.